# Майкл Джей Вайт
Майкл Джей Вайт (англ. Michael Jai White; нар. 10 листопада 1967, Бруклін, Нью-Йорк, США) — американський актор і майстер бойових мистецтв. Став першим афроамериканцем, що зіграв супергероя, виконавши головну роль в блокбастері 1997 «Спаун». Крім того, Вайт відомий за ролями Сета в бойовику «Універсальний солдат 2: Повернення», Джакса у вебсеріалі «Смертельна битва: Спадщина», а також участі у кіно- і теле-адаптаціях різних коміксів.
В 2011 дебютував як режисер, знявши спортивну драму «Ніколи не здавайся 2».

## Біографія
Майкл Джей Вайт народився 10 листопада 1967 року в бідному районі Брукліна. Коли йому виповнилося 7 років, його мати переїхала в сусідній штат, де їй пообіцяли роботу. Вайт почав тренуватися в бойових мистецтвах у віці восьми років. Він є досвідченим майстром бойових мистецтв і володарем чорних поясів в семи різних стилях: шотокан, кікбоксинг, муай тай, годзю-рю (навчався у майстра Едді Моралес), хапкидо, ушу та кіокушинкай, основним з цих стилів для Вайта є кіокушинкай (хоча його стиль включає в себе аспекти різних бойових мистецтв). Шляхом силових тренувань Вайт також зумів набрати 105 кг м'язової маси при зрості 185см. Після закінчення коледжу 3 роки відпрацював учителем у спеціальній школі для хлопців з емоційними порушеннями. У цей же період він починає отримувати перші пропозиції про роботу в кіноіндустрії.

## Фільмографія

### Фільми
| Рік  |    | Українська назва                   | Оригінальна назва                | Роль                       |
| ---- | -- | ---------------------------------- | -------------------------------- | -------------------------- |
| 1989 | ф  | Токсичний месник 2                 | The Toxic Avenger Part II        | працівник Apocalypse Inc.  |
| 1989 | ф  | Токсичний месник 3                 | The Toxic Avenger Part III       | працівник Apocalypse Inc.  |
| 1991 | ф  | Черепашки-ніндзя 2                 | Teenage Mutant Ninja Turtles II  | члени банди                |
| 1991 | ф  |                                    | True Identity                    | хлопець з провулка №1      |
| 1992 | ф  | Універсальний солдат               | Universal Soldier                | солдат                     |
| 1994 | ф  | В зоні смертельної небезпеки       | On Deadly Ground                 | нафтовик                   |
| 1995 | тф | Тайсон                             | Tyson                            | Майк Тайсон                |
| 1996 | ф  | Два дні в долині                   | 2 Days in the Valley             | Бак                        |
| 1997 | ф  | Зона злочинності                   | City of Industry                 | Оделл Вільямс              |
| 1997 | ф  | Спаун                              | Spawn                            | Ел Сіммонс / Спаун         |
| 1998 | ф  | Телеведучий                        | Ringmaster                       | Демонд                     |
| 1999 | ф  | Хитрий злодій                      | Thick as Thieves                 | Поінті                     |
| 1999 | ф  | Сніданок для чемпіонів             | Breakfast of Champions           | Хауел                      |
| 1999 | ф  | Універсальний солдат 2: Повернення | Universal Soldier: The Return    | С.Е.Т.                     |
| 2001 | ф  | Наскрізні поранення                | Exit Wounds                      | Льюїс Стретт               |
| 2002 | ф  | Тріо - 2: «Ящик Пандори»           | Trois 2: Pandora's Box           | Хемптон Хайнс              |
| 2004 | ф  | Срібний яструб                     | Silver Hawk                      | Морріс                     |
| 2004 | ф  | Убити Білла. Фільм 2               | Kill Bill: Volume 2              | боєць (сцени видалено)     |
| 2006 | в  | Незаперечний 2                     | Undisputed II: Last Man Standing | Джордж "Айсмен" Чемберс    |
| 2007 | ф  | Навіщо ми одружуємося?             | Why Did I Get Married?           | Маркус                     |
| 2008 | ф  | Темний лицар                       | The Dark Knight                  | Ґембол                     |
| 2009 | ф  | Чорний динаміт                     | Black Dynamite                   | Чорний динаміт             |
| 2009 | в  | Кров та кістка                     | Blood and Bone                   | Іссая Боун                 |
| 2010 | ф  | Навіщо ми одружуємося знову?       | Why Did I Get Married Too?       | Маркус                     |
| 2010 | кф |                                    | Mortal Kombat: Rebirth           | Джакс Бріггс               |
| 2011 | в  | Ніколи не здавайся 2               | Never Back Down 2: The Beatdown  | Кейсі Вокер-мол.           |
| 2011 | ф  | Тактична сила                      | Tactical Force                   | Тоні Гант                  |
| 2012 | ф  | Ми вечірка                         | We the Party                     | офіцер Девіс               |
| 2012 | ф  | Смерть зі спецефектами             | Freaky Deaky                     | Доннелл Льюїс              |
| 2012 | ф  | Боксер                             | We the Party                     | Артур Леттс                |
| 2014 | ф  | Андроїд-поліцейський               | Android Cop                      | Геммонд                    |
| 2014 | ф  | Сходження Сокола                   | Falcon Rising                    | Джон «Сокіл» Чапмен        |
| 2015 | ф  | Шоколадне місто                    | Chocolate City                   | Прінстон                   |
| 2015 | ф  | Работоргівля                       | Skin Trade                       | Рід                        |
| 2016 | ф  | Азіатський зв'язковий              | The Asian Connection             | Грег                       |
| 2016 | в  | Ніколи не здавайся 3               | Never Back Down: No Surrender    | Кейсі Вокер-мол.           |
| 2017 | ф  | Спецназ: В облозі                  | S.W.A.T.: Under Siege            | «Скорпіон»                 |
| 2017 | ф  | Шоколадне місто 2                  | Chocolate City: Vegas Strip      | Прінстон                   |
| 2018 | ф  | Нещасний випадок                   | Accident Man                     | Мік                        |
| 2018 | ф  | Закатати в асфальт                 | Dragged Across Concrete          | «Бісквіт»                  |
| 2019 | ф  | Потрійна загроза                   | Triple Threat                    | Деверо                     |
| 2019 | ф  | Таємний брат 2                     | Undercover Brother 2             | Таємний брат               |
| 2021 | мф | Бетмен: Душа дракона               | Batman: Soul of the Dragon       | Бронзовий тигр (озвучення) |
| 2021 | ф  | Заручник-вигнанець                 | Rogue Hostage                    | Спаркс                     |
| 2021 | ф  | Чорна п'ятниця                     | Black Friday                     | Арчі                       |
| 2022 | ф  | Коммандо                           | The Commando                     | Джеймс Бейкер              |
| 2023 | ф  | Джонні Блек поза законом           | Outlaw Johnny Black              | Джонні Блек                |
| 2024 | в  | Ще один постріл                    | One More Shot                    | Роберт Джексон             |